# Pont-Bar
Ne doit pas être confondu avec Pont-à-Bar.
Pont-Bar est un hameau de la commune de Tannay, dans le département des Ardennes en région Champagne-Ardenne. Longtemps village et lieu de passage important d'une voie romaine pour franchir la Bar, il fut détruit pendant la guerre de Cent Ans.

## Géographie
Ce hameau est situé sur la commune de Tannay, au sud-est du lac de Bairon, et sur la D30, entre Le Chesne et Les Grandes-Armoises. Il est à l'intersection entre une ancienne voie romaine, de Reims à Trèves, et la Bar.

## Toponymie
Le nom prit de nombreuses formes : Pons Bairi, P. Bairus, P. Baironis, P. Barrus, P. Bairius, Pumbar, Pombar, Pont Bar, Pombars, Ponbar, Pontbart. Le Polyptyque de Saint-Remi le dénomme Ponte Bairo,. Cassini le nomme Pont-à-Bar, créant une confusion avec l'autre hameau de même nom.

## Histoire
Ce village fut important, lieu de passage de la Bar sur une voie romaine. Le moine Ganneron le dénomme Oppidum Pontis Barone, ce qui incite à penser que ce fut une place forte, et il lui donne plus d'importance que Tannay, devenu aujourd'hui la commune de rattachement. 
Franchir le pont sur la Bar à Pont-Bar nécessitait de payer une redevance au Moyen Âge. Lors des inondations, le passage se faisait par une nacelle. En ce lieu se trouvait une cinquantaine d'habitations,  un four banal, une église dédiée à saint Remi et des lieux de restauration et d’hôtellerie. Détruit pendant la guerre de Cent Ans, le village ne fut pas reconstruit. Il reste un pont ainsi que quelques maisons et fermes.
L'église de Pont-Bar était dédiée à saint Remi. Dès le premier pouillé diffusé par le diocèse de Reims, il est précisé que l'église de Pont-Bar est sous le vocable de saint Remi et celle de Tannay sous celui de saint Martin. Sur le mur occidental du bas-côté nord de l'église de Tannay (construite au XVIe siècle), une pierre de dédicace porte une inscription de l’an 977, sans doute la plus ancienne inscription du département : « L’an de l’Incarnation du Seigneur 977, cette église a été dédiée le trois des ides de mars, en l’honneur du bienheureux Remi, par Adalbéron, archevêque de Reims». Cette pierre de dédicace est sans doute le dernier vestige de l'église de Pont-Bar, sauvegardé après la destruction de l'édifice et transporté dans la paroisse de Tannay.